# José Antonio Perelló Morales
José Antonio Perelló Morales (Xàtiva, 1927 - València, 29 de maig del 2020) fou un polític valencià. Es llicencià en economia i en dret per la Universitat Complutense de Madrid. Fou subsecretari del Pla de Desenvolupament sota la direcció de Laureà López Rodó, procurador en Corts Espanyoles entre el 1967 i 1974 (el 1967-1970 pel terç familiar i el 1971-1974 per la diputació provincial), i president de la Diputació Provincial de València de desembre de 1970 a juliol de 1974. Durant el seu mandat va tolerar les manifestacions culturals en català i patrocinà l'establiment de la factoria Ford a Almussafes. Va donar suport a l'escrit de José María Adán García del 12 d'agost de 1976 on sol·licitava l'autonomia econòmica, administrativa i cultural de la regió valenciana.
Durant la transició democràtica fou president de la Societat Econòmica d'Amics del País i de l'Ateneu Mercantil de València, i membre de la comissió de transferències al Consell del País Valencià. Posteriorment ha estat president de la Societat Valenciana de Recubrimientos.